# 積薪
积薪（雙子座κ），又名BD+24 1759，HD 62345、SAO 79653、HR 2985，是雙子座的一颗恒星，视星等为3.57，位于銀經195.85，銀緯21.97，其B1900.0坐标为赤經7h 38m 24.6s，赤緯+24° 21.97′ 16″。